# Ручин, Александр Степанович
Александр Степанович Ручин (1917—1979) — старший лейтенант Советской Армии, участник Великой Отечественной войны, Герой Советского Союза (1944).

## Биография
Александр Ручин родился 10 сентября 1917 года в деревне Пузеево (ныне — Воскресенский район Нижегородской области). После окончания четырёх классов школы работал в колхозе. В 1938 году Ручин был призван на службу в Рабоче-крестьянскую Красную Армию. Окончил курсы младших лейтенантов. С 1941 года — на фронтах Великой Отечественной войны. В боях пять раз был ранен, в том числе один раз тяжело.
К апрелю 1944 года гвардии лейтенант Александр Ручин командовал взводом пешей разведки 24-го гвардейского воздушно-десантного полка 10-й гвардейской воздушно-десантной дивизии 37-й армии 3-го Украинского фронта. Отличился во время форсирования Днестра. 12 апреля 1944 года взвод Ручина первым в своём полку переправился через Днестр в районе села Коргаш Тираспольского района Молдавской ССР и захватил плацдарм на его берегу, после чего удерживал его до переправы основных сил. В тех боях Ручин лично уничтожил около 20 солдат и офицеров противника. 13 апреля 1944 года Ручин с товарищами обнаружил брод через Днестровский лиман, по которому впоследствии переправился весь полк.
Указом Президиума Верховного Совета СССР от 13 сентября 1944 года за «мужество и героизм, проявленные в борьбе с немецкими захватчиками» гвардии лейтенант Александр Ручин был удостоен высокого звания Героя Советского Союза с вручением ордена Ленина и медали «Золотая Звезда» за номером 3491.
В 1945 году Ручин окончил курсы усовершенствования командного состава. В 1947 году в звании старшего лейтенанта он был уволен в запас. Проживал и работал в посёлке Воскресенское Горьковской области. Умер 10 июня 1979 года, похоронен в Воскресенском.
Был также награждён орденами Отечественной войны 2-й степени и Красной Звезды, рядом медалей.

## Память
- Табличка на мемориале героям Воскресенцам в парке Победы р.п. Воскресенское.
- Памятная стела на въезде в д. Пузеево.

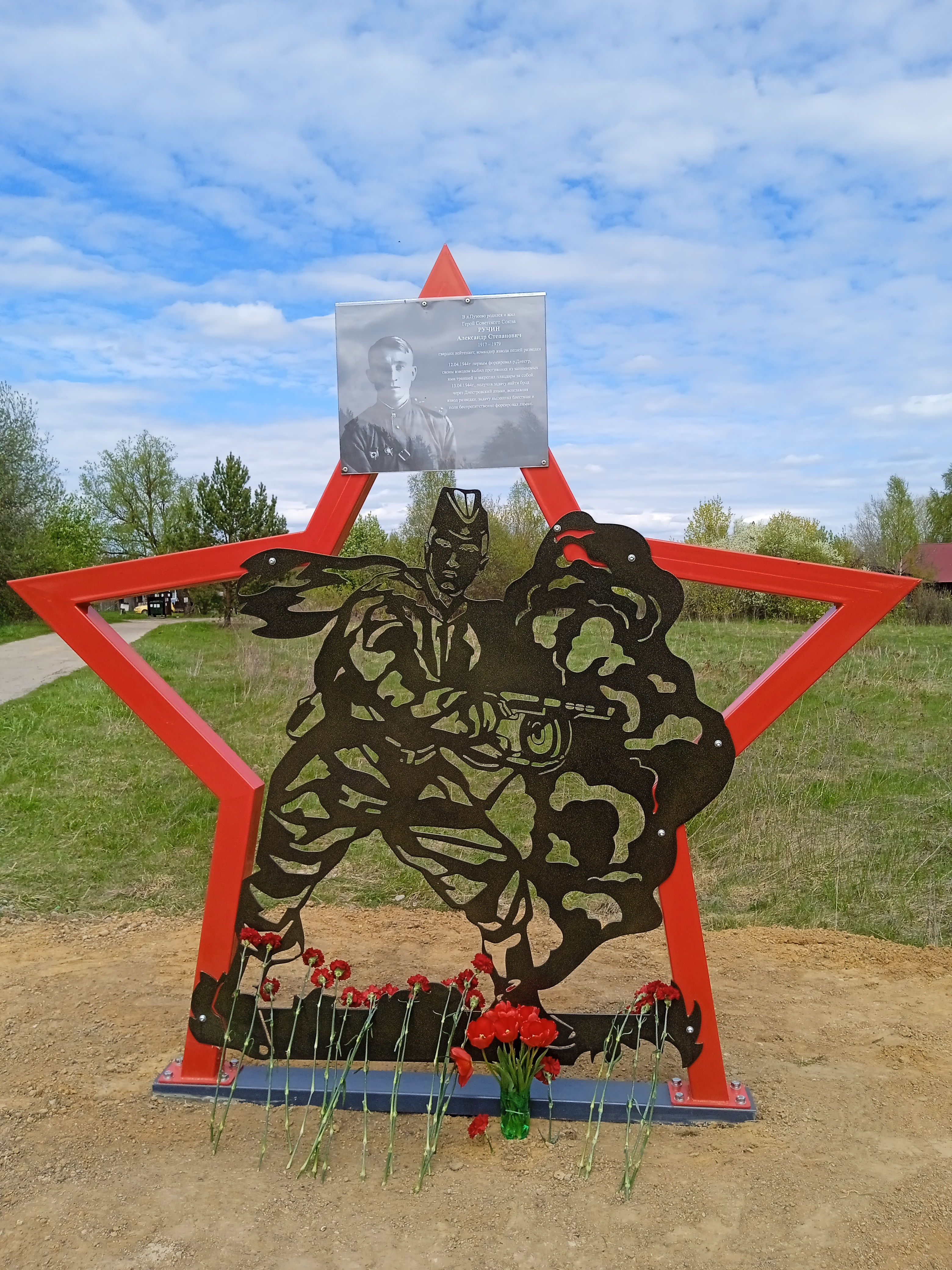